# Varmie (évêché)
1356–1772
Entités précédentes :
- État teutonique

Entités suivantes :
- Province de Prusse-Orientale ( Royaume de Prusse)

L’évêché ou principauté épiscopale de Varmie (en allemand : Fürstbistum Ermland ; en polonais : Biskupie Księstwo Warmińskie) est une ancienne principauté ecclésiastique sous la juridiction temporelle de l'évêque de Varmie au sein de l'État teutonique.
Le diocèse de Varmie est créé en 1243 par Guillaume de Modène, légat du pape, au cours de la conquête de Prusse. En 1356, le prince-évêque obtint l'immédiateté impériale de l'empereur Charles IV du Saint-Empire. En 1466, l'ordre Teutonique renonce à ses droits sur l'évêché, qui devient une partie des territoires de la Prusse royale, gouvernés en union personnelle avec le roi de Pologne. Il reste possession polonaise jusqu'au premier partage de la Pologne en 1772, date à laquelle il est cédé au royaume de Prusse et perd le statut de principauté. En 1945, le territoire de la Varmie est annexé par la Pologne.
Le diocèse de Varmie est devenu un archidiocèse en 1992.

## Géographie

### Territoire

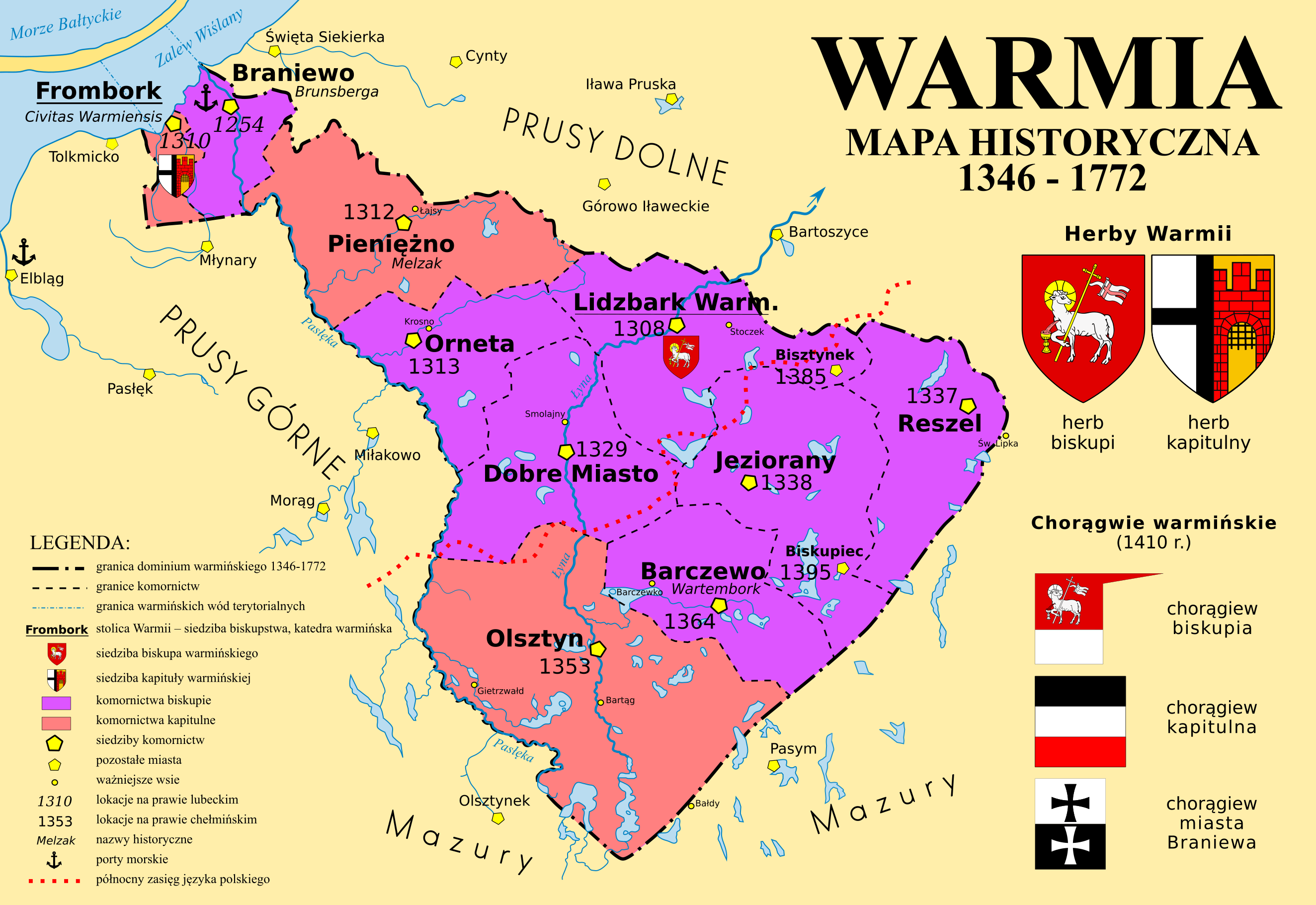
Les épiscopaux et capitulaires de la Varmie.

Le territoire de l'évêché (Hochstift), qui avait pour nom Wormjan en vieux-prussien, s'étendait de la lagune de la Vistule, entre Frauenbourg (actuelle Frombork) et Braunsberg (actuelle Braniewo), vers l'intérieur des terres en direction du Sud-Est, jusqu'aux lacs de Mazurie autour d'Allenstein (Olsztyn) et de Rössel (Reszel). Au sein de la région historique de la Prusse-Orientale, la Varmie se situait entre la Pomésanie (ou Haute-Prusse) au sud-ouest, de l'autre côté de la Passarge, et la Natangie et Barten (Barciany) au nord-est. La région fait partie de l'actuelle voïvodie de Varmie-Mazurie dans le nord-est de la Pologne.

### Villes
La plus grande ville de la région était Braunsberg (actuelle Braniewo), près du château de Balga sur le littoral de la Baltique ; la capitale de la principauté et le siège des évêques de Varmie était Heilsberg (Lidzbark Warmiński), au bord de l'Alle. Les autres localités importantes étaient Frauenbourg (Frombork), Mehlsack (Pieniężno), Wormditt (Orneta), Guttstadt (Dobre Miasto), Bischofstein (Bisztynek), Rössel (Reszel), Seebourg (Jeziorany), Bischofsbourg (Biskupiec), Wartenbourg (Barczewo) et Allenstein (Olsztyn).

### Subdivisions
Le prince-évêché était divisé en dix bailliages, sept épiscopaux et trois capitulaires :
- les sept bailliages épiscopaux étaient ceux de Braunsberg, Guttstadt, Heilsberg, Rössel, Seebourg, Wartenbourg et Wormditt ;
- les trois bailliages capitulaires étaient ceux d'Allenstein, Frauenbourg et Mehlsack.

## Histoire

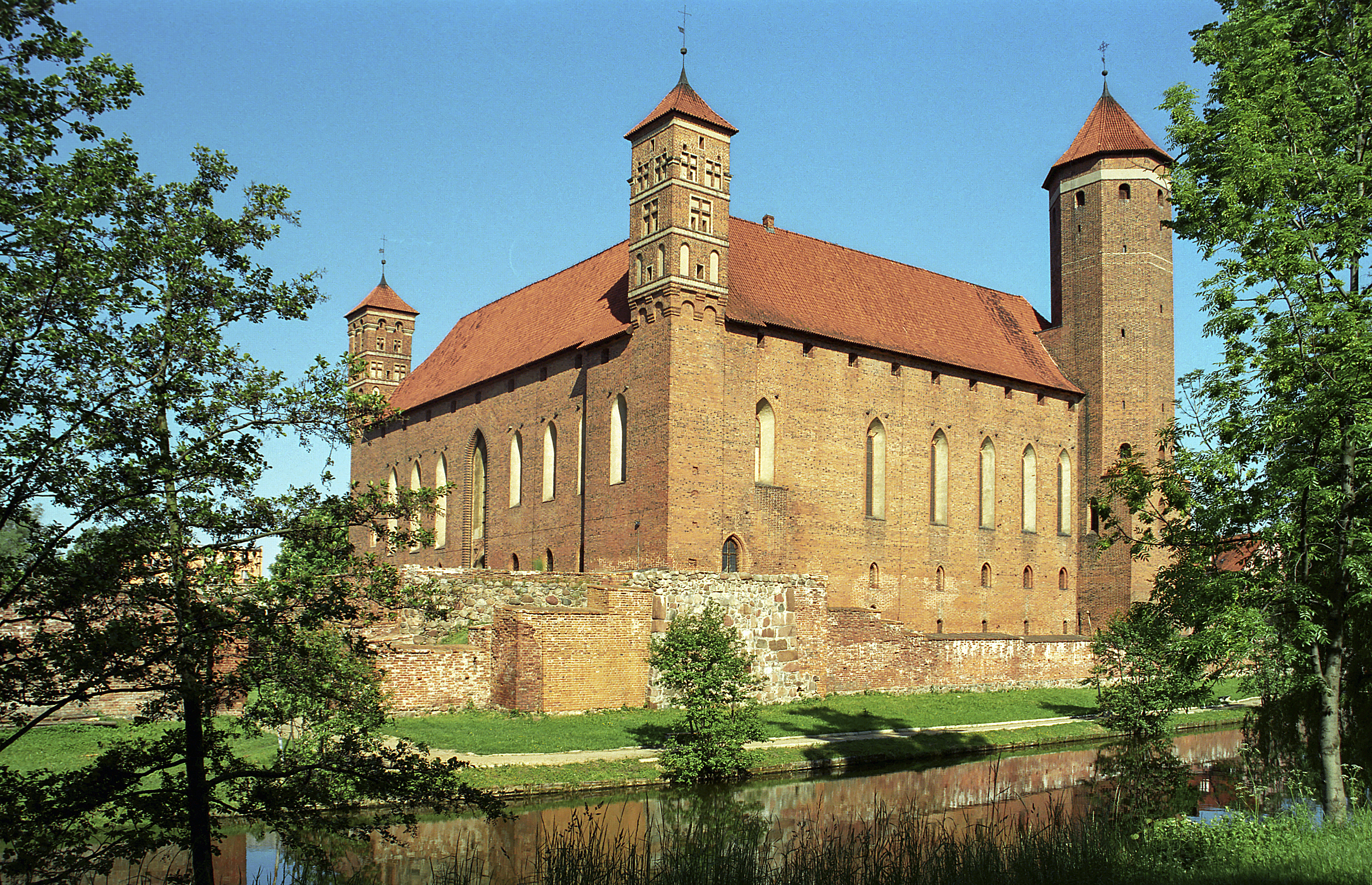
Le château de Lidzbark.

### La période teutonique
Le diocèse de Varmie, fondé le 29 juillet 1243, était l'un des quatre évêchés de l’État teutonique en Prusse. Le premier évêque, Heinrich von Strateich, n'entra jamais en fonction. Son successeur Anselme, qui régna entre 1250 et 1274, fut le premier évêque effectif de Varmie. En 1253, Albert Suerbeer étant sorti vainqueur de la longue bataille procédurale pour l'investiture à l'archidiocèse de Riga nouvellement institué, la Varmie (comme plusieurs autres diocèses baltes) devint un évêché suffragant de Riga. Les quatre premiers évêques de Varmie, tous nommés par les princes polonais et les chevaliers teutoniques, étaient principalement allemands mais, contrairement aux autres évêchés prussiens (Culm, Pomésanie et Sambie), le chapitre diocésain de Varmie, formé en 1260, conserva son indépendance. Ses membres n'étaient pas chevaliers de l'ordre Teutonique, comme ce fut le cas pour les autres chapitres de Prusse à partir des années 1280. Ainsi le chapitre put repousser toute influence des puissances étrangères.
La Bulle d'or promulguée en 1356 par l'empereur Charles IV reconnaissait l'évêque de Varmie comme prince temporel (prince-évêque), ce qui ne fut jamais le cas des autres évêques prussiens, dont les chapitres étaient nommés par la Pologne et les chevaliers teutoniques. La principauté ecclésiastique de Varmie, recouvrant à peu près le tiers du diocèse de Varmie, bénéficiait ainsi d'une semi-indépendance : d'abord en tant que composante de la Prusse teutonique, puis à partir de 1466 de la Prusse royale - une union personnelle avec la Couronne de Pologne. La tentative du roi Casimir IV d'assujettir entièrement la principauté de Varmie déclencha la guerre des prêtres (en).

### La domination polonaise

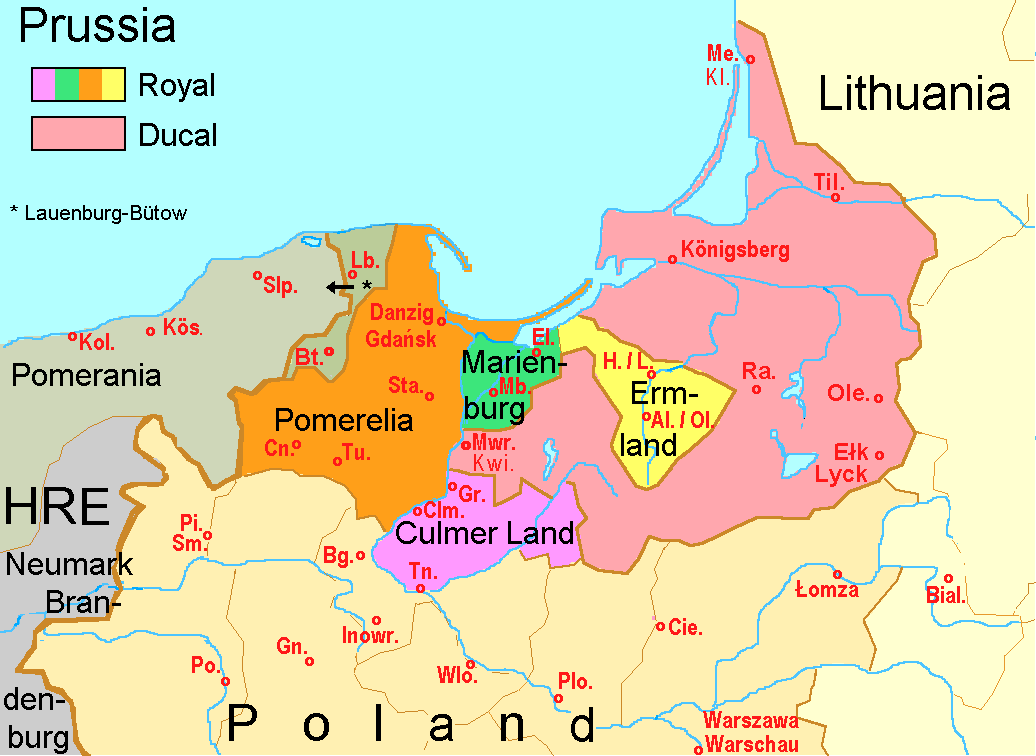
Les territoires de la Prusse royal et du duché de Prusse, l'évêché de Varmie (Ermland) en jaune.

Le prince-évêque Lucas Watzenrode, qui régna de 1489 à 1512, cherchait à exempter son État des tributs versés à l'archevêché de Riga, pour établir à terme une métropole en Varmie, avec tous les diocèses de Prusse teutonique comme suffragants. Son projet se solda par un échec, bien qu'il eût réclamé l’exemption (en 1492 ou peu après). Lors du Second Traité de Pietrikau (7 décembre 1512), la principauté de Varmie concéda au roi Alexandre Jagellon le droit de proposer quatre candidats au chapitre pour l'élection, à condition qu'ils soient prussiens de naissance.
Les successeurs de Watzenrode ne parviendront pas à concrétiser la mutation de leur droit de suffragant de Riga vers Gniezno : le diocèse demeurera de jure suffragant de Riga jusqu'à sa dissolution en 1566. La Varmie sera ensuite un diocèse exempt.
En 1569, la Prusse royale fut annexée par la république des Deux Nations. Désormais, le chapitre élisait majoritairement des évêques de nationalité polonaise. Les fidèles de la moitié Nord du diocèse étaient en grande majorité d’ethnie allemande. En application du décret de co-régence du roi Sigismond III et de Joachim-Frédéric de Brandebourg sur la Prusse (1605), puis du pacte d'inféodation à la Prusse (1611) sous le règne de Jean-Sigismond de Brandebourg, les monarques garantirent la liberté de culte dans un duché de Prusse désormais majoritairement luthérien ; mais en pratique, le gouvernement ducal restreignait le culte catholique de diverses manières.
Pour autant, les prince-évêques continuaient d'étendre leurs prérogatives bien au-delà de leur domaine séculier, jusqu'aux deux-tiers du périmètre du diocèse de Varmie, et sur les territoires de diocèses voisins dissous tels la Sambie et la Pomésanie, de sorte que vers 1600 l'évêché de Varmie avait autorité sur tout le duché de Prusse. Cette centralisation, étendant de jure la juridiction de la Varmie sur l'ancien territoire diocésain de Sambie, fut approuvée par le Saint-Siège en 1617.

### L'annexion prussienne et ses suites (1772-1945)
Au terme du premier partage de la Pologne en 1772, la Varmie fut rattachée au royaume de Prusse pour former une partie de la province de Prusse-Orientale. L’Église catholique en Prusse fut réorganisée en application de la bulle De salute animarum (16 juillet 1820), mais sans modifier les limites du diocèse pour les conformer aux nouvelles frontières de 1815. Comme la plupart des habitants de Prusse-Orientale étaient désormais luthériens, les territoires des anciens évêchés de Pomésanie (partiellement) et de Sambie et leurs fidèles catholiques furent rattachés au diocèse de Varmie, qui recouvrait ainsi toute la province de Prusse-Orientale excepté le coin sud-ouest (c'est-à-dire la plus grande partie du diocèse de Pomésanie autour de Marienwerder (Kwidzyn), reclassé comme doyenné de Pomésanie au sein du diocèse de Culm). En 1901, la population totale du diocèse était d'environ deux millions d'habitants, dont 327 567 catholiques.
Finalement, le 28 octobre 1925 le Saint-Siège (par la bulle Vixdum Poloniae unitas) retrancha le doyenné de Pomésanie du diocèse de Culm et le rattacha à la Varmie, tout en lui enlevant le territoire de Memel : ainsi le diocèse de Varmie coïncidait de nouveau territorialement avec la province de Prusse-Orientale dans ses frontières réduites de 1922. En 1930, l'exemption diocésaine prit fin et la Varmie, administrée par l'évêque Maximilian Kaller (de), fut rattachée à la province ecclésiastique d'Allemagne Orientale, et placée sous l'autorité du diocèse de Breslau.

### L'après-guerre
Après l'annexion du sud de la Prusse-Orientale par la république populaire de Pologne, soit une bonne partie du territoire diocésain, l'évêque Kaller renonça à exercer sa juridiction dans les territoires rattachés à la Pologne, n'y conservant que les fonctions d'évêque, et il fut expulsé par les autorités polonaises à la mi-août 1945. Le pape Pie XII le nomma « évêque des Réfugiés ». L’Église catholique de Pologne réclama alors le rattachement du diocèse. Le cardinal Hlond, pour éviter que le chapitre de Varmie élise un nouvel évêque, avait nommé Teodor Bensch comme administrateur apostolique provisoire. Le Saint-Siège, toutefois, n'entendait pas se soumettre aux nouveaux arbitrages territoriaux de Yalta, qu'il regardait comme provisoires : aussi le trône épiscopal de la cathédrale de Frombork demeura-t-il vacant à la mort de Kaller.
Mais en 1972, à la suite du revirement de la RFA lors du traité de Varsovie, le Saint-Siège finit par rétablir un nouveau diocèse polonais à la tête duquel fut nommé Józef Drzazga, désormais suffragant de l'archidiocèse de Varsovie. Drzazga emménagea l'évêché à Olsztyn.
Le 25 mars 1992 la Varmie fut élevée au rang d'archidiocèse métropolitain avec deux évêques suffragants supplémentaires, ceux du diocèse d'Ełk et du diocèse d'Elbląg. Le diocèse d'Ełk reprenait des territoires pris aux diocèses de Varmie et de Łomża ; quant au diocèse d’Elbląg, il reprenait le reste des territoires du diocèse de Varmie, de l'ancien diocèse prussien de Culm (actuel diocèse de Pelplin) et du diocèse de Dantzig (élevé depuis au rang d'archidiocèse de Gdańsk). Ainsi, le diocèse recouvre aujourd'hui une superficie de 12 000 km2 et compte 703 000 fidèles catholiques, 33 doyens, 253 districts ecclésiaux, 446 prêtres du diocèse, 117 prêtres ordonnés et 231 moniales.

### Liste des princes-évêques
- 1355-1373 : Johann Stryprock (de)
- 1373-1401 : Heinrich Sorbom (de)
- 1401-1415 : Heinrich von Vogelsang (de)
- 1415-1424 : Johannes Abezier (de)
- 1424-1457 : Franz Kuhschmalz (de)
- 1457-1458 : Enea Silvio Piccolomini (futur pape Pie II)
- 1458-1467 : Paul Stange von Legendorf (de)
- 1468-1489 : Nicolaus von Tüngen (en)
- 1489-1512 : Lucas Watzenrode
- 1512-1523 : Fabien de Lossainen
- 1523-1537 : Moritz Ferber
- 1538-1548 : Johannes Dantiscus
- 1549-1550 : Tiedemann Giese
- 1551-1579 : Stanislas Hosius
- 1579-1589 : Martin Kromer
- 1589-1599 : André Báthory
- 1600-1604 : Piotr Tylicki (de)
- 1604-1621 : Szymon Rudnicki (de)
- 1621-1633 : Jean-Albert Vasa
- 1633-1643 : Mikołaj Szyszkowski (en)
- 1643 : Jan Karol Konopacki (pl)
- 1644-1658 : Wacław Leszczyński (en)
- 1659-1677 : Jan Stefan Wydżga (de)
- 1679-1687 : Augustyn Michał Stefan Radziejowski
- 1688-1697 : Jan Stanisław Zbąski (pl)
- 6 juin 1698 - 1er mai 1711 : Andrzej Chryzostom Załuski (en)
- 1er mai 1711 - 16 novembre 1711 : Stefan Wierzbowski (en) (1666-1713) (évêque auxiliaire)
- 16 novembre 1711 - 9 janvier 1723 : Teodor Andrzej Potocki
- 9 janvier 1723 - 14 février 1724 : Jan Franciszek Kurdwanowski (pl) (évêque auxiliaire)
- 14 février 1724 - 16 mars 1740 : Krzysztof Jan Szembek (de)
- 16 mars 1740 - 14 avril 1741 : Michał Remigiusz Łaszewski (pl) (évêque auxiliaire)
- 14 avril 1741 - 15 décembre 1766 : Adam Stanisław Grabowski (pl)
- 15 décembre 1766 - 13 septembre 1772 : Ignacy Krasicki